# DFB-Pokal der Frauen 2002-2003
La DFB-Pokal der Frauen 2002-2003 è stata la 23ª edizione della Coppa di Germania, organizzata dalla federazione calcistica della Germania (Deutscher Fußball-Bund - DFB) e riservata alle squadre femminili che partecipano ai campionati di primo e secondo livello, oltre a una selezione di squadre provenienti dalla Regionalliga a completamento organico, per un totale di 33 partecipanti.
La finale si è svolta all'Olympiastadion di Berlino il 31 maggio 2003, ed è stata vinta dal 1. FFC Francoforte per la quinta volta, oltre che quinta consecutiva, nella sua storia sportiva, superando le avversarie del 2001 Duisburg, alla loro prima finale di Coppa, con il risultato di 1-0 grazie a un'autorete di Martina Voss all'89'.

## Turno di qualificazione
I vincitori della Coppa regionale Sand e Allendorf/Eder si sono dovuti affrontare in uno scontro diretto per ridurre il numero dei partecipanti a 32 squadre. La data dell'incontro non è nota
| Squadra 1 | Risultato | Squadra 2      |
| --------- | --------- | -------------- |
| Sand      | 1 - 2     | Allendorf/Eder |

## Primo turno
17 agosto 2002
| Squadra 1   | Risultato | Squadra 2    |
| ----------- | --------- | ------------ |
| Saarbrücken | 0 - 5     | Bad Neuenahr |

18 agosto 2002
| Squadra 1          | Risultato   | Squadra 2                |
| ------------------ | ----------- | ------------------------ |
| Erzgebirge Aue     | 0 - 8       | Bayern Monaco            |
| Turbine Potsdam II | 2 - 4       | TeBe Berlino             |
| Jena               | 0 - 1       | WSV Wolfsburg-Wendschott |
| Schwerin           | 1 - 2       | Hallescher               |
| Buntentor          | 1 – 16      | Brauweiler Pulheim       |
| Schilksee          | 6 – 1       | Amburgo II               |
| ägersburg          | 0 – 5       | Friburgo                 |
| Bad Neuenahr II    | 0 – 4       | Niederkirchen            |
| Crailsheim         | 1 – 11      | 1. FFC Francoforte       |
| Karlsruhe          | 1 – 3       | Nürnberg                 |
| Allendorf/Eder     | 0 – 10      | FSV Francoforte          |
| Westerstede        | 0 – 12      | 2001 Duisburg            |
| TuS Köln rrh.      | 1 - 2 (dts) | Moers                    |

25 agosto 2002
| Squadra 1 | Risultato | Squadra 2    |
| --------- | --------- | ------------ |
| Gütersloh | 1 - 6     | Heike Rheine |

28 settembre 2002
| Squadra 1 | Risultato | Squadra 2       |
| --------- | --------- | --------------- |
| Amburgo   | 2 - 0     | Turbine Potsdam |

## Ottavi di finale
Gli ottavi di finale si sono giocati il 12 e 13 ottobre 2002.
12 ottobre 2002
| Squadra 1     | Risultato | Squadra 2                |
| ------------- | --------- | ------------------------ |
| TSV Schilksee | 2 - 5     | WSV Wolfsburg-Wendschott |

13 ottobre 2002
| Squadra 1          | Risultato | Squadra 2          |
| ------------------ | --------- | ------------------ |
| Moers              | 0 - 8     | 2001 Duisburg      |
| Heike Rheine       | 0 - 7     | 1. FFC Francoforte |
| Niederkirchen      | 2 - 4     | FSV Francoforte    |
| Amburgo            | 0 - 4     | Bayern Monaco      |
| Nürnberg           | 0 - 3     | Friburgo           |
| Hallescher         | 0 - 5     | TeBe Berlino       |
| Brauweiler Pulheim | 6 - 4     | Bad Neuenahr       |

## Quarti di finale
I quarti di finale si sono giocati il 23 e 24 novembre 2002.
23 novembre 2002
| Squadra 1          | Risultato | Squadra 2                |
| ------------------ | --------- | ------------------------ |
| Brauweiler Pulheim | 2 - 0     | Friburgo                 |
| 2001 Duisburg      | 3 - 0     | WSV Wolfsburg-Wendschott |

24 novembre 2002
| Squadra 1     | Risultato | Squadra 2          |
| ------------- | --------- | ------------------ |
| Bayern Monaco | 0 - 1     | 1. FFC Francoforte |
| TeBe Berlino  | 0 - 3     | FSV Francoforte    |

## Semifinali
Le partite si sono svolte il 23 marzo 2003.
| Squadra 1          | Risultato | Squadra 2          |
| ------------------ | --------- | ------------------ |
| FSV Francoforte    | 0 - 3     | 1. FFC Francoforte |
| Brauweiler Pulheim | 1 - 2     | 2001 Duisburg      |

## Finale
| Arbitro: | Bibiana Steinhaus (Langenhagen) |

|                 |           |  |
| Voss 89’ (aut.) | Marcatori |  |

### Formazioni
| 1. FFC Francoforte |    |                   |             |     |
|                    |    |                   |             |     |
| P                  | 1  | Marleen Wissink   |             |     |
| D                  | 8  | Tina Wunderlich   |             |     |
| D                  | 12 | Bianca Rech       | Ammonizione |     |
| D                  | 14 | Christina Zerbe   |             | 35’ |
| D                  | 2  | Sandra Minnert    |             |     |
| C                  | 3  | Louise Hansen     |             |     |
| C                  | 10 | Renate Lingor     | Ammonizione |     |
| C                  | 4  | Nia Künzer        |             |     |
| C                  | 18 | Patrizia Barucha  |             | 25’ |
| A                  | 15 | Jennifer Meier    |             |     |
| A                  | 17 | Judith Affeld     |             | 67’ |
| Sostituzioni:      |    |                   |             |     |
| C                  | 19 | Stefanie Weichelt |             | 35’ |
| C                  | {5 | Élodie Woock      |             | 25’ |
| C                  | 7  | Pia Wunderlich    |             | 67’ |
| Allenatrice:       |    |                   |             |     |
| Monika Staab       |    |                   |             |     |

| 2001 Duisburg |    |                    |  |     |
|               |    |                    |  |     |
| P             | 1  | Kerstin Wasems     |  |     |
| D             | 2  | Carina Chojnacki   |  |     |
| D             | 5  | Petra Hauser       |  |     |
| C             | 11 | Linda Bresonik     |  | 52’ |
| D             | 3  | Stephanie Schubert |  |     |
| C             | 6  | Jennifer Oster     |  | 86’ |
| C             | 19 | Anne van Bonn      |  |     |
| C             | 7  | Martina Voss       |  |     |
| C             | 23 | Mirja Kothe        |  |     |
| A             | 9  | Inka Grings        |  |     |
| A             | 12 | Shelley Thompson   |  |     |
| Sostituzioni: |    |                    |  |     |
| D             | 15 | Elena Hauer        |  | 52’ |
| A             | 21 | Melanie Krohnen    |  | 86’ |
| Allenatore:   |    |                    |  |     |
| Jürgen Krust  |    |                    |  |     |